# Live Cannibalism

Live Cannibalism (română canibalism în direct) este un album live a trupei Cannibal Corpse lansat în 2000 prin casa de discuri Metal Blade Records.

## Piese
1. Staring Through the Eyes of the Dead – 4:13
2. Blowtorch Slaughter – 2:37
3. Stripped, Raped and Strangled – 3:38
4. I Cum Blood – 4:12
5. Covered with Sores – 3:43
6. Fucked with a Knife– 2:26
7. Unleashing the Bloodthirsty – 4:12
8. Dead Human Collection – 2:39
9. Gallery of Suicide – 4:11
10. Meat Hook Sodomy – 5:10
11. Perverse Suffering – 4:20
12. The Spine Splitter – 3:31
13. Gutted – 3:26
14. I Will Kill You – 2:47
15. Devoured by Vermin – 3:38
16. Disposal of the Body – 3:41
17. A Skull Full of Maggots – 2:32
18. Hammer Smashed Face – 4:45